# 颜德岳
颜德岳（1937年—）是一位中国高分子化学家。上海交通大学教授。

## 生平
1937年生于浙江永康。1961年毕业于南开大学化学系，1965年吉林大学化学系研究生毕业。2002年获比利时Leuven天主教大学自然科学博士学位。2005年当选为中国科学院院士。